# سعيد المزين
سعيد المزين هو الشاعر والزعيم الفلسطيني الشهيد سعيد المزين «فتى الثورة» وهو «أبو هشام» ولد في مدينة أسدود  بدولة فلسطين عام 1935 وهو من طلائع فتح الأولى عام 1959 ومن أوائل المتفرغين لها عام 1966.

## حياته
نشاء الشاعر في فلسطين بمدينة أسدود وتلقى تعليمه في مدارسها وفي عام 1948 وبعد النكبة طرد هو واهله وتم تهجيره إلى غزة وهنا التحق وهو ابن السابعة عشر هو وصديق عمره خليل الوزير بالمنظمات الطلابية المقاومة لاحتلال الصهيوني.
وكان هو مسؤول عن طباعة المنشورات حيث كان يمتلك في بيته آلة طباعة بسيطة إلا أنه تم القاء القبض عليه من قبل السلطات الإسرائيلية وحوكم وتم سجنه هو وجميع من كان يعمل معه.
وكان من أول المؤسسين لجماعات المقاومة الإسلامية في قطاع غزة عام 1956 بمشاركة كمال عدوان وأبو يوسف النجار.
وعمل بعد ذلك في غزة في التدريس كمدرس تاريخ وفي عام 1957 تعاقد مع المملكة العربية السعودية للتدريس هناك وتنقل ما بين القنفذة والمدينة المنورة وجيزان وذلك من عام 1957 وحتى عام 1959 وبعد ذلك غادر إلى دمشق للعمل في منظمة التحرير الفلسطينية.
ناضل من خلال أجهزة الثورة: الاعلام، فالتعبئة والتنظيم، فالإدارة العسكرية ثم التعبئة والتنظيم مرة أخرى وذلك ما بين دمشق وبيروت، ثم ممثل لحركة التحرير الوطني الفلسطيني في المملكة العربية السعودية بين عامى 1973 – 1978.
وكان عضوا في المجلس الثوري الفلسطيني منذ عام 1969 ثم عضوا في المجلس الوطني الفلسطيني.
وهو عضو المجلس التأسيسي لرابطة العالم الإسلامي، ومشرف لجنة القدس التابعة لها، ورئيس تحرير «مجلة ديوان القدس» التي كانت تصدر من القاهرة إلا أنه عام 1986 وأثناء عمله كرئيس تحرير تم ابعاده من مصر بتهمة التأمر على نظام الحكم والتحريض عليه. واغلقت الحكومة المصرية مكتب «مجلة ديوان القدس» وسحبت ترخيصها.
واخر منصب توله هو المستشار الإسلامي للرئيس ياسر عرفات.
تعامل مبكرا مع الكلمة، ووقف معظم شعره وكتاباته لفتح الثورة وفلسطين الوطن.
ويعتبر من الأدباء الذين أثروا في الحركة الأدبية والمسرح الوطني الفلسطيني حيث الف العديد من المسرحيات والتي تم تمثيل الكثير منها على المسرح.
بالإضافة إلى تاليف النشيد الوطني الفلسطيني والف الكثير من اناشيد الثورة والتي كانت تصدح بها إذاعة الثورة والتي كانت تبث من القاهرة باسم «صوت فلسطين صوت الثورة الفلسطينية» حيث أن معظم اناشيده تم تلحينها وغناؤها.
كما كتب العديد من الملاحم الشعرية مثل ملحمة «طوباس» والملحمة الشعرية «سفر السيف».
كم كتب العديد من القصائد التي إثارة جدلاً أدبيًا وسياسيا.

## وفاته

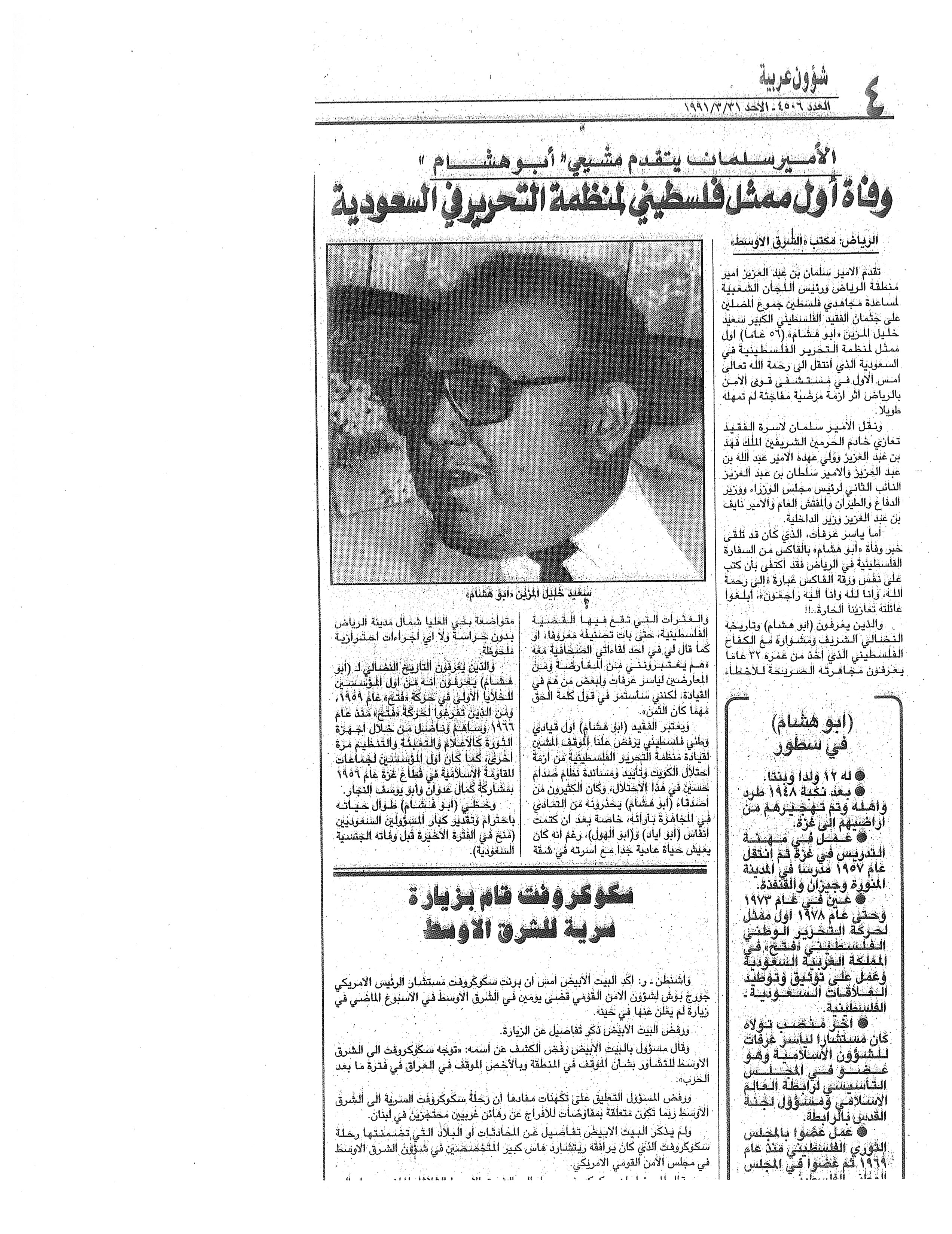
إعلان خبر وفاة سعيد المزين في جريدة الشرق الأوسط 31/03/1991

توفي في 29 مارس عام 1991 يوم الجمعة الموافق 13 رمضان 1411 بالرياض في ظروف غامضة وذلك بعد أسبوعين من إعلانه رسميا انشقاقه عن فتح لتبنيه موقفاً رافضاً للغزو العراقي لدولة الكويت. [بحاجة لمصدر]
وقد وري جثمانه الثرى في مقبرة «العود» بالرياض وتم الإعلان رسمياً في الاعلام المرئي والصحف وفاته وقام بتشييع جثمانه آلاف الفلسطينيين والسعوديين وعلى راسهم أمير منطقة الرياض ورئيس اللجنة الشعبية لمساعدة مجاهدي فلسطين الأمير سلمان بن عبد العزيز نقل تعازي خادم الحرمين الشرفين الملك فهد بن عبد العزيز وولي عهده الأمير عبد الله بن عبد العزيز والأمير سلطان بن عبد العزيز النائب الثاني لرئيس مجلس الوزراء ووزير الدفاع والطيران والمفتش العام والأمير نايف بن عبد العزيز وزير الداخلية.
كما حضر التشييع كبار الشخصيات السعودية. ولم تحضر أي شخصية فلسطينية رفيعة المستوى حتى ان الرئيس ياسر عرفات اكتفى بإرسال رسالة تعزية كتبت على جانب البرقية التي أرسلتها السفارة الفلسطينية بالرياض لتخبره عن وفاة سعيد المزين العبارة التالية «إلى رحمة الله وانا لله وانا اليه راجعون- أبلغوا عائلته تعازينا الحارة».

## أناشيده الثورية
كتب العديد من نصوص أناشيد الثورة الفلسطينية تحت اسم «فتى الثورة» منها:
- النشيد الوطني الفلسطيني - فدائي.
- أنا صامد من الأناشيد التي بثّت أثناء معارك «أيلول الأسود» في الأردن عبر أثير إذاعة صوت فلسطين / صوت الثورة الفلسطينية.
- عالرباعية
- دين الثوار
- أحمِ الثورة على يوتيوب
- عرس النصر
- فدائية
- لا صلح لا استسلام
- مع والد شهيد
- وصية شهيد
- هذا هو الرد
- هذا هو دربي
- مؤامرة
- قسم الثوار.
- نشيد فتح
- نشيد للأشبال على يوتيوب

## أعماله الشعرية
- اعلان متلفز على قناة ال سي أن أن على يوتيوب
- السيف والجرح.
- أغنية إلى شهيد القدس على يوتيوب
- أغنية على ارغول الانتقاضة على يوتيوب
- أغنية فتوحية في حب مصر على يوتيوب
- أغنية إلى أهل الكراسي.
- أغنية في موكب رحيل نبي الثورة على يوتيوب
- أغنية للمقاتلين على يوتيوب
- الأقصى والعشب على يوتيوب
- الأقصى والسيف على يوتيوب
- الأرث والثورة على يوتيوب
- الجرح الجديد.
- الجرح والسيف على يوتيوب
- الجرح والشمس على يوتيوب
- الشراع والاعصار.
- الفارس الشهيد على يوتيوب
- العرس القاني على يوتيوب
- الكف والمخرز على يوتيوب
- الكلمة والمشنقة على يوتيوب
- ألى أم المجاهدين على يوتيوب
- حواري مع الشعر.
- دفاعاً عن الجرح على يوتيوب
- دفاعاً عن السيف على يوتيوب
- رحل الخليل على يوتيوب
- رسالة إلى السلطان على يوتيوب
- سيوف الشعر على يوتيوب
- سوف تبقى القدس قرأناً وسيفاً.
- شرفاء من غير شرف على يوتيوب
- طائر المجد على يوتيوب
- غنيت باسمك على يوتيوب
- في موقف الوفاء على يوتيوب
- قصيدة اسمعني على يوتيوب
- لحن الحراب على يوتيوب
- للثورة درب واحد على يوتيوب
- مارشات عسكرية في ساعة الصفر على يوتيوب
- ملحمة طوباس (عن الشهيد مازن أبو غزالة).
- مع والد شهيد  على يوتيوب
- من على ظهر المركب كنعان على يوتيوب
- نسور العشق على يوتيوب
- وامعتصما على يوتيوب
- وصية الشهيد على يوتيوب
- يا ثورة الفتح.

## مؤلفاته
- في خندق الأخلاق / مقالات عن الثورة (القاهرة، 1986).
- سفر الفتح (ديوان جمع فيه الشاعر كل قصائدة للثورة).
- سفر السيف (توثيق لتاريخ النضال الفلسطيني).

## مسرحيات
- شعب لن يموت / مسرحية.
- الدار دار أبونا / مسرحية
- المؤودة / مسرحية.
- وثيقة الدماء / قصة طويلة.
- الدورية 96/ قصة.

## الجوائز
- وسام الاستحقاق والتميز الذهبي - 2013

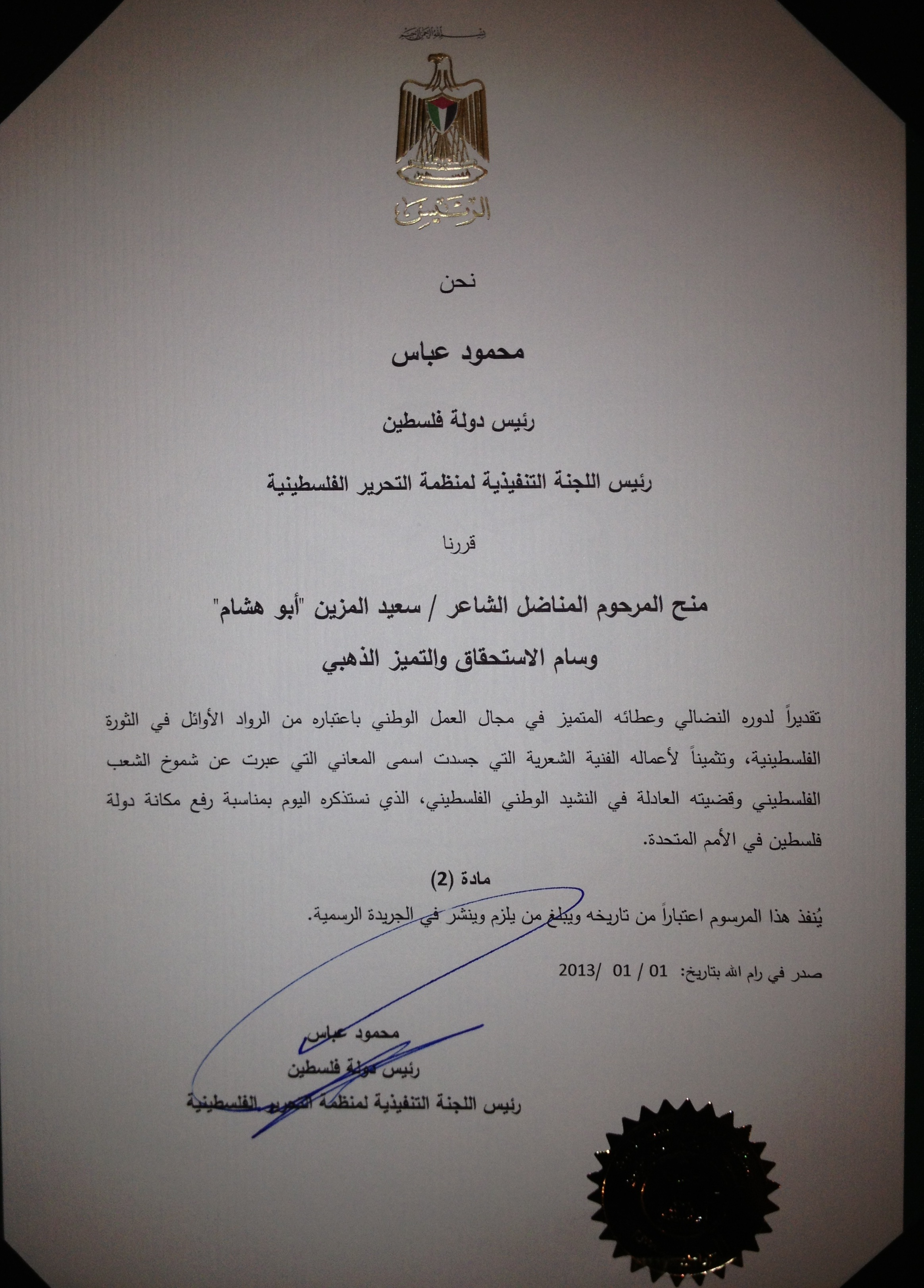
المرسوم الرئاسي بمنح المناضل سعيد المزين وسام الاستحقاق والتميز الذهبي في 2013

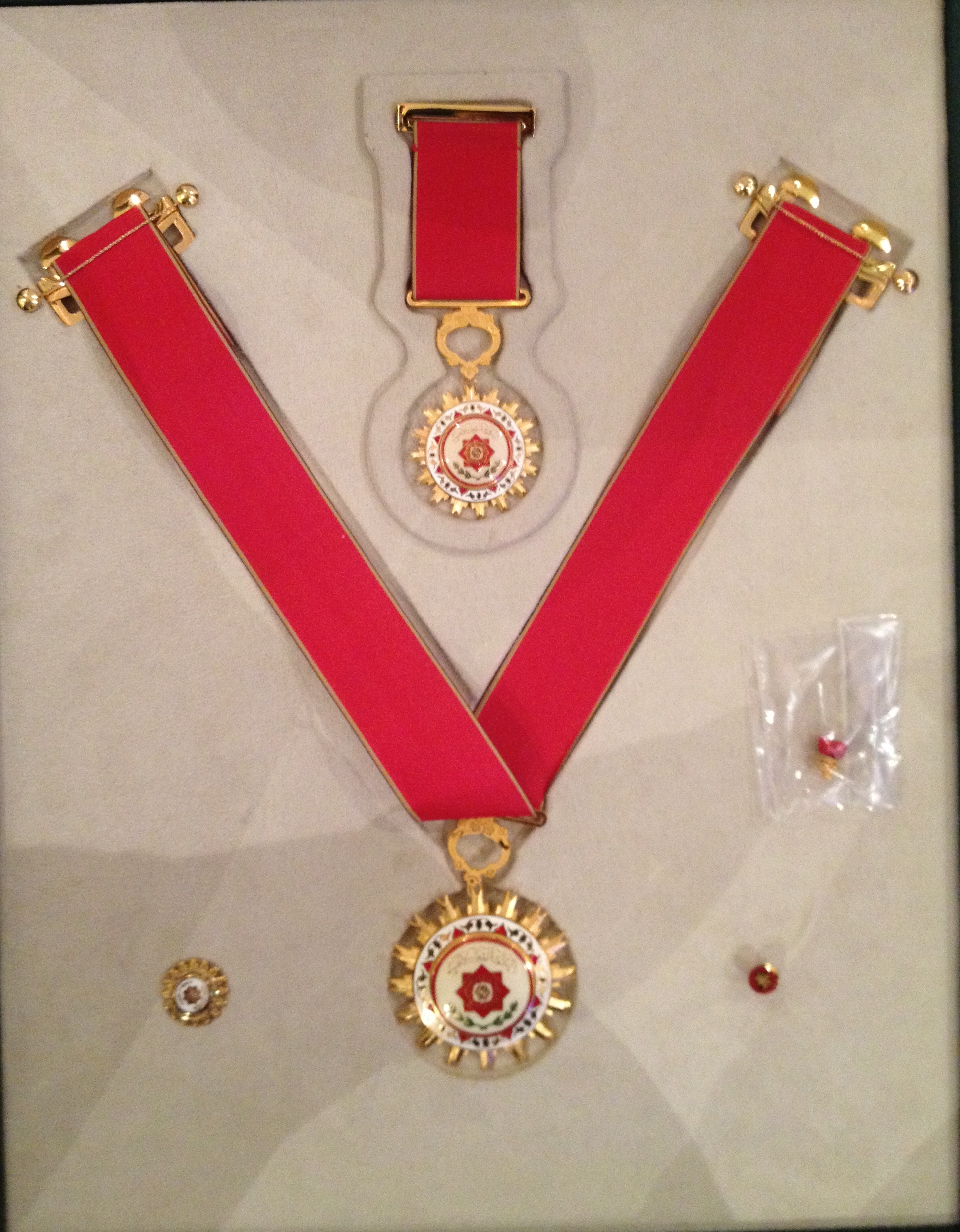
وسام الاستحتاق والتميز الذهبي

## وصلات خارجية
- معجم الشعراء
- معجم البابطين لشعراء العربية في القرن التاسع عشر والعشرين
- منضمة التحرير الفلسطينية دائرة شؤون المغتربين
- الرئاسة الفلسطينية
- المركز الفلسطيني للإعلام
- مؤسسة فلسطين للثقافة
- المركز الفلسطيني لإعلام-2-
- منظمات وحركات التحرير الفلسطينية
- جريدة الصباح الإلكترونية
- أناشيد الثورة الفلسطينية